# Waldneukirchen
Waldneukirchen è un comune austriaco di 2 234 abitanti nel distretto di Steyr-Land, in Alta Austria.